# Team P R Reilly
Team P R Reilly är ett irländskt bildelsföretag som sponsrade ett privat formel 1-stall i ett lopp säsongen 1976.
Teamet med föraren Mike Wilds i en Shadow-Ford försökte kvalificera sig till Storbritanniens Grand Prix 1976, men misslyckades.